# Parafia Podwyższenia Krzyża Świętego w Wielkiej Wsi
Parafia Podwyższenia Krzyża Świętego w Wielkiej Wsi – parafia rzymskokatolicka, znajdująca się w diecezji tarnowskiej, w dekanacie Wojnicz.

## Historia
Parafia została erygowana 12 czerwca 1982 r. przez bpa Jerzego Ablewicza. Wcześniej miejscowość należała do parafii Wojnicz. Pierwszym proboszczem nowo utworzonej parafii został ks. Kazimierz Markowicz, któremu ksiądz biskup zlecił organizowanie duszpasterstwa i budowę kościoła. 
Od 1982 do 1984 Msze święte były sprawowane w starym domu, który służył za tymczasową kaplicę. W 1984 roku została poświęcona przez bpa Władysława Bobowskiego kaplica w odnowionym dworku. W tymże roku został też poświęcony plac pod budowę nowego kościoła pw. Podwyższenia Krzyża Świętego. Budowę kościoła, którego projektantami są dr inż. arch. Barbara Smólska i mgr inż. arch. Janusz Smólski rozpoczęto w 1985 roku. W 1987 roku bp Jerzy Ablewicz wmurował kamień węgielny poświęcony 22 czerwca 1983 r. przez papieża Jana Pawła II. 12 września 1993 roku bp Józef Życiński pobłogosławił nowy kościół, a 24 czerwca 2007 r. bp Wiktor Skworc konsekrował świątynię.
Wystrój prezbiterium zaprojektował i malowidła wykonał Józef Furdyna. Projektem witraży zajął się również Józef Furdyna. Zostały one wykonane w pracowni witraży Tomasza Furdyny. Krzyż do prezbiterium, stacje Drogi Krzyżowej i ołtarz maryjny zaprojektował i wykonał Kazimierz Klimkiewicz.
Od 1993 roku proboszczem parafii jest ks. Roman Miarecki.